# Andreas Mundt

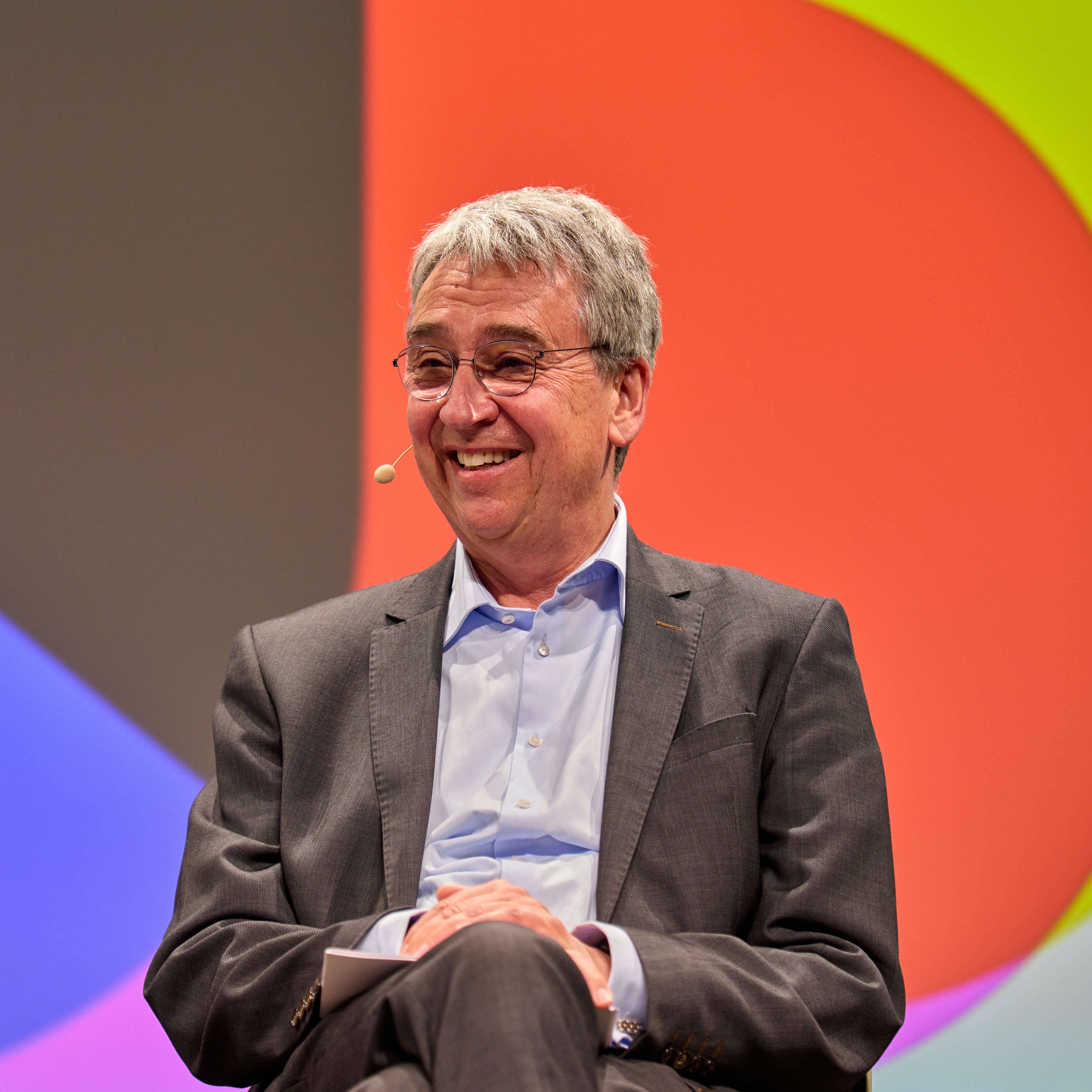
Andreas Mundt, 2025

Andreas Mundt (* 13. August 1960 in Bonn) ist ein deutscher Verwaltungsjurist und Präsident des Bundeskartellamtes.

## Leben
Andreas Mundt wurde als Sohn eines Professors für Innere Medizin geboren. Er hat einen Bruder und eine Schwester. Nach dem Abitur studierte er Rechtswissenschaft in Bonn sowie in Lausanne und Genf in der Schweiz. 1985 und 1990 legte er die Staatsexamina ab. 1991 war Mundt im Bundesministerium für Wirtschaft in Bonn, wo er in den Beamtenstatus übernommen wurde, als Referent für Fragen der Integration der neuen Bundesländer tätig. 1992 wurde er Fraktionsreferent der FDP-Bundestagsfraktion. Mundt war für Sozial- und Arbeitsmarktpolitik zuständig und bis 1999 als Mitarbeiter der FDP-Abgeordneten Gisela Babel tätig, die damals den zuständigen Arbeitskreis leitete.
Ab 2000 wurde Mundt im Bundeskartellamt, dessen Amtssitz ab 1. Oktober 1999 nach Bonn verlagert worden war, tätig. Er bekleidete dort unterschiedliche Positionen, unter anderem wurde er 2001 Leiter des Referates „Internationale Wettbewerbsfragen“ und 2005 Leiter der Grundsatzabteilung. Ende 2009 wurde er als Nachfolger von Bernhard Heitzer zum Präsidenten des Bundeskartellamtes ernannt.
Andreas Mundt ist verheiratet und hat drei Kinder. Er ist FDP-Mitglied.